# Michelyne C. St-Laurent
Michelyne Chénard St-Laurent, née le 16 juin 1948 à Québec, est une enseignante, avocate et femme politique québécoise. Elle est députée à l'Assemblée nationale du Québec de la circonscription de Montmorency de 2012 à 2014, sous la bannière de la Coalition avenir Québec.

## Biographie
Née le 16 juin 1948 à Québec, Michelyne C. St-Laurent est la fille d'Armand-Ange Chenard et de Marie-Noëlla Parent. Elle a un baccalauréat en pédagogie et un baccalauréat en droit de l'Université Laval. Elle est admise au Barreau du Québec en 1982. Elle enseigne la biologie pendant 10 ans à Sainte-Foy avant de devenir avocate spécialisée en droit pénal et criminel. Elle devient alors associée principale du cabinet d'avocats St-Laurent, Chénard. De 1986 à 1998, elle est également conceptrice et animatrice de l'émission Justice et justiciable à Télé-Mag 24, puis vice-présidente de Télé-Mag. De 2000 à 2011, elle est conseil principale au Tribunal pénal international pour le Rwanda à Arusha (Tanzanie).
Elle est membre et administratrice du Conseil de presse du Québec de 1994 à 1996. Elle est également membre de la liste des conseils agréés de la Cour pénale internationale de La Haye et du Tribunal spécial pour le Liban en 2010.
En 1994, elle échoue à devenir candidate du Parti québécois dans Charlesbourg. Elle travaille dans l'organisation du Parti réformiste du Canada au Québec en 1998.
En 2012, elle remporte les élections dans la circonscription provinciale de Montmorency, sous la bannière de la Coalition avenir Québec. Elle devient la porte-parole du deuxième groupe d'opposition en matière d’affaires autochtones et pour la Condition féminine. Elle est défaite en 2014.
De 2017 à 2019, elle est administratrice au sein du conseil d'administration du Amicale des anciens parlementaires du Québec.